# Brits PGA Kampioenschap 2011
Het Brits PGA Kampioenschap, sinds 2007 het BMW PGA Championship, is een golftoernooi in het Verenigd Koninkrijk. De editie van 2011 werd van 26 tot en met 29 mei gespeeld op The Wentworth Club. Het prijzengeld is € 4.500.000.

## Huldiging Charl Schwartzel
Voorafgaand aan het toernooi werd een diner gegeven waarbij Charl Schwartzel erelid werd gemaakt van de Europese Tour. Deze eer viel hem te beurt omdat hij in april 2011 de Masters had gewonnen, toevallig precies vijftig jaar nadat Gary Player de Masters als eerste niet-Amerikaan won. Het was de eerste keer dat de vier Majors in één seizoen allemaal door leden van de Europese Tour werden gewonnen. De andere drie winnaars, Graeme McDowell, Louis Oosthuizen en Martin Kaymer, werden al in november erelid van de Tour. Zij waren bij deze ceremonie aanwezig. Schwartzel was de zesde Zuid-Afrikaanse speler die de zilveren onderscheiding ontving, na Gary Player (1995), Ernie Els (1998), Retief Goosen (2002), Trevor Immelman (2008) en Louis Oosthuizen (2010).

## Pro-Am
De Pro-Am, die op de woensdag voor het toernooi wordt gehouden, heeft altijd veel bekijks. Allerlei beroemde mensen doen hieraan mee, zoals roeiers Sir Steve Redgrave and Sir Matthew Pinsent (samen 9x olympisch goud), voetballers Roberto Di Matteo, Alan Hansen, Daniele Massaro, Andrij Sjevtsjenko en Gianfranco Zola, tennisser Tim Henman, rugbycaptain Sir Clive Woodward en allerlei bekende mensen uit de televisiewereld. Het geld dat met deze Pro-Am wordt opgehaald gaat naar de Seve Ballesteros Foundation en het kankeronderzoek in Engeland.

## Verslag

### Ronde 1
Tijdens de Pro-Am was het mooi weer, de verwachting was dat het weer aan het einde van de ochtend zou omslaan, er wordt stormachtige wind verwacht en af en toe regen. Voor de vierde keer in zijn leven maakte Luke Donald, die om 08:00 uur startte, een ronde van 64 op de Tour en met -7 ging hij aan de leiding, op -5 gevolgd door Matteo Manassero en Johan Edfors, die net een nieuwe putter in gebruik had genomen. Nicolas Colsaerts speelde wekenlang fantastisch, maar heeft vandaag laten zien dat hij ook een slechte score kan binnenbrengen.
De spelers met een latere startijd kregen te maken met de voorspelde storm, die zelfs tijdelijk het spelen onmogelijk maakte. Veertien spelers hebben de ronde niet kunnen afmaken. Oscar Florén moest na veertien holes stoppen omdat het te donker werd en stond met -4 op de 4de plaats. Het was opvallend dat er in totaal slechts twee eagles werden gemaakt, terwijl het gemiddelde op de Tour boven de negen ligt.
Robert-Jan Derksen was al enkele dagen geblesseerd. Hij startte wel maar heeft zich na tien holes teruggetrokken. Joost Luiten kreeg woensdag acuut last van zijn rug. Na behandeling door de fysio lijkt hij weer in staat om te spelen.

### Ronde 2
Hoewel Luke Donald niet onder par speelde, kon hij toch aan de leiding blijven, maar hij moest wel zijn plaats delen met Alvaro Quiros en de net 18-jarige Matteo Monassero. Edfors maakte gisteren zes birdies en een bogey voor -5, vandaag had hij na 14 holes zes bogeys en een birdie gemaakt. Zijn score werd uiteindelijk 75 (+4). Martin Wiegele maakte met 65 de beste ronde.

### Ronde 3
Luke Donald en Matteo Manassero maakten beiden een ronde van +1 en bleven samen aan de leiding staan. Alvaro Quiros presteerde het om twee triple bogeys te maken en zakte naar de gedeeld 12de plaats. Beste dagronde was van Rory McIlroy, die 68 maakte.

### Ronde 4
Luke Donald en Lee Westwood stonden na 72 holes beiden op 284 (-7) en moesten de play-off op hole 18, een par-5, spelen waar alle televisietorens stonden opgesteld. Donald sloeg eerst af en kwam midden op de fairway, Westwood sloeg hem naar rechts waar zijn bal midden in het publiek terechtkwam. Zijn tweede slag kwam 85 meter voor de green terecht, iets voorbij Donalds tweede slag. Donald moest dus eerst slaan, zijn bal ging naar de achterkant van de green en spinde terug tot anderhalve meter van de pin. Westwoods derde slag spinde ook terug, maar ging de green af en kwam in het water terecht. Dat kostte een strafslag. Ten slotte maakte Westwood een 7 en won Donald met een birdie 4.
| Naam               | Score R1 | Score R1 | Nr   | Score R2 | Score R2 | Totaal | Nr  | Score R3 | Score R3 | Totaal | Nr 1 | Score R4 1 | Score R4 1 | Totaal | Nr  |
| ------------------ | -------- | -------- | ---- | -------- | -------- | ------ | --- | -------- | -------- | ------ | ---- | ---------- | ---------- | ------ | --- |
| Luke Donald        | 64       | -7       | 1    | 72       | +1       | -6     | T1  | 72       | +1       | -5     | T1   | 70         | -1         | -6     | 1   |
| Lee Westwood       | 72       | +1       | T25  | 69       | -2       | -1     | T12 | 69       | -2       | -3     | T3   | 68         | -3         | -6     | 2   |
| Matteo Manassero   | 66       | -5       | T2   | 70       | -1       | -6     | T1  | 72       | +1       | -5     | T1   | 75         | +4         | -1     | T7  |
| Johan Edfors       | 66       | -5       | T2   | 75       | +4       | -1     | T12 | 71       | par      | -1     | T8   | 71         | par        | -1     | T7  |
| Alvaro Quiros      | 69       | -2       | T10  | 67       | -4       | -6     | T1  | 76       | +5       | -1     | T8   | 74         | +3         | +2     | T18 |
| Fabrizio Zanotti   | 71       | par      | T    | 70       | -1       | -1     | T12 | 69       | -2       | -3     | T3   | 77         | +6         | +3     | T24 |
| Oscar Florén       | 67       | -4       | 4    | 77       | +6       | +2     | T38 | 72       | +1       | +3     | T35  | 72         | +1         | +4     | T31 |
| Joost Luiten       | 71       | par      | T20  | 76       | +5       | +5     | MC  |          |          |        |      |            |            |        |     |
| Maarten Lafeber    | 74       | +3       | T53  | 74       | +3       | +6     | MC  |          |          |        |      |            |            |        |     |
| Nicolas Colsaerts  | 78       | +7       | T129 | 71       | par      | +7     | MC  |          |          |        |      |            |            |        |     |
| Robert-Jan Derksen | WD       |          |      |          |          |        |     |          |          |        |      |            |            |        |     |

| Leider |  | Toernooirecord |  | WD = withdrawn = teruggetrokken |

## Spelers
| - Felipe Aguilar - Thomas Aiken - Fredrik Andersson Hed - Seve Benson - Thomas Bjørn - Grégory Bourdy - Mark Brown - Rafael Cabrera Bello - Michael Campbell - Alejandro Cañizares - Paul Casey (2009) - Christian Cévaër - S S P Chowrasia - Darren Clarke - Robert Coles - Nicolas Colsaerts - Rhys Davies - Robert-Jan Derksen - David Dixon - Stephen Dodd - Andrew Dodt - Luke Donald - Jamie Donaldson - Nick Dougherty - Bradley Dredge - Scott Drummond (2004) - David Drysdale - Simon Dyson - Rafa Echenique - Johan Edfors - Ernie Els - Niclas Fasth - Kenneth Ferrie - Ross Fisher - Mark Foster | - Marcus Fraser - Stephen Gallacher - Ignacio Garrido (2003) - Jean-Baptiste Gonnet - Ricardo González - Retief Goosen - Tano Goya - Richard Green - Mark F Haastrup - Matt Haines - Anders Hansen (2007) - Peter Hanson - Pádraig Harrington - Oskar Henningsson - Michael Hoey - Keith Horne - David Horsey - David Howell (2006) - Jeppe Huldahl - Mikko Ilonen - Raphaël Jacquelin - Thongchai Jaidee - Miguel Ángel Jiménez (2008) - Michael Jonzon - Anthony Kang - Shiv Kapur - Martin Kaymer - Simon Khan (2010) - James Kingston - Søren Kjeldsen - Maarten Lafeber - José Manuel Lara - Pablo Larrazábal - Paul Lawrie - Danny Lee | - Thomas Levet - Shane Lowry - Joost Luiten - David Lynn - Matteo Manassero - Pablo Martín - Gareth Maybin - Graeme McDowell - Richard McEvoy - Paul McGinley - Ross McGowan - Damien McGrane - Rory McIlroy - Edoardo Molinari - Francesco Molinari - Colin Montgomerie - Alexander Norén - James Morrison - Christian Nilsson - Seung-yul Noh - Steven O'Hara - José María Olazabal (1994) - Thorbjørn Olesen - Gary Orr - Hennie Otto - John Parry - Ian Poulter - Phillip Price - Louis Oosthuizen - Alvaro Quiros - Richie Ramsay - Justin Rose - Brett Rumford - Charl Schwartzel - Marcel Siem | - Jeev Milkha Singh - Graeme Storm - Scott Strange - Alvaro Velasco - Floris de Vries - Paul Waring - Steve Webster - Lee Westwood - Peter Whiteford - Martin Wiegele - Bernd Wiesberger - Y E Yang - Fabrizio Zanotti Sponsoruitnodiging - John Daly - Peter O'Malley - Paul Broadhurst Regionale rangorde 1. David Higgins 2. Jason Levermore 3. Matt Morris 4. Steven Parry 5. Greig Hutcheon 6. Richard Wallis 7. Richard Dinsdale 8. Guy Woodman 9. David Mortimer 10. Jamie Harris Reserve - Oscar Florén |

2010 · 
2011 · 
2012 · 
2013 · 
2014 · 
2015 ·
2016